# Grand-Failly
Grand-Failly – miejscowość i gmina we Francji, w regionie Grand Est, w departamencie Meurthe i Mozela.
Według danych z 1990 r. gminę zamieszkiwały 294 osoby, a gęstość zaludnienia wynosiła 13 osób/km² (wśród 2335 gmin Lotaryngii Grand-Failly plasuje się na 756. miejscu pod względem liczby ludności, natomiast pod względem powierzchni na miejscu 132.).

## Galeria

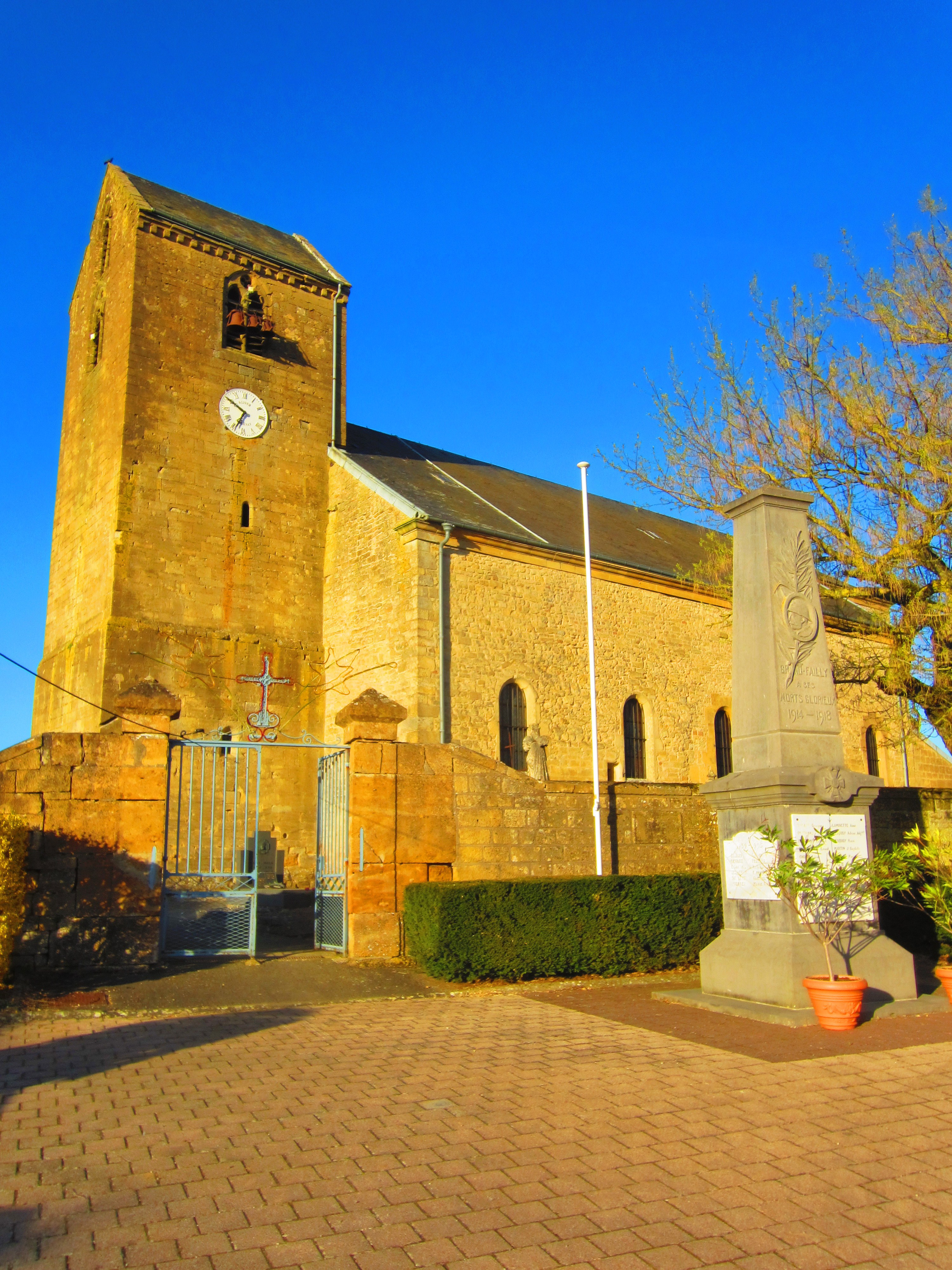
Kościół św. Marcina w Grand-Failly (2012)
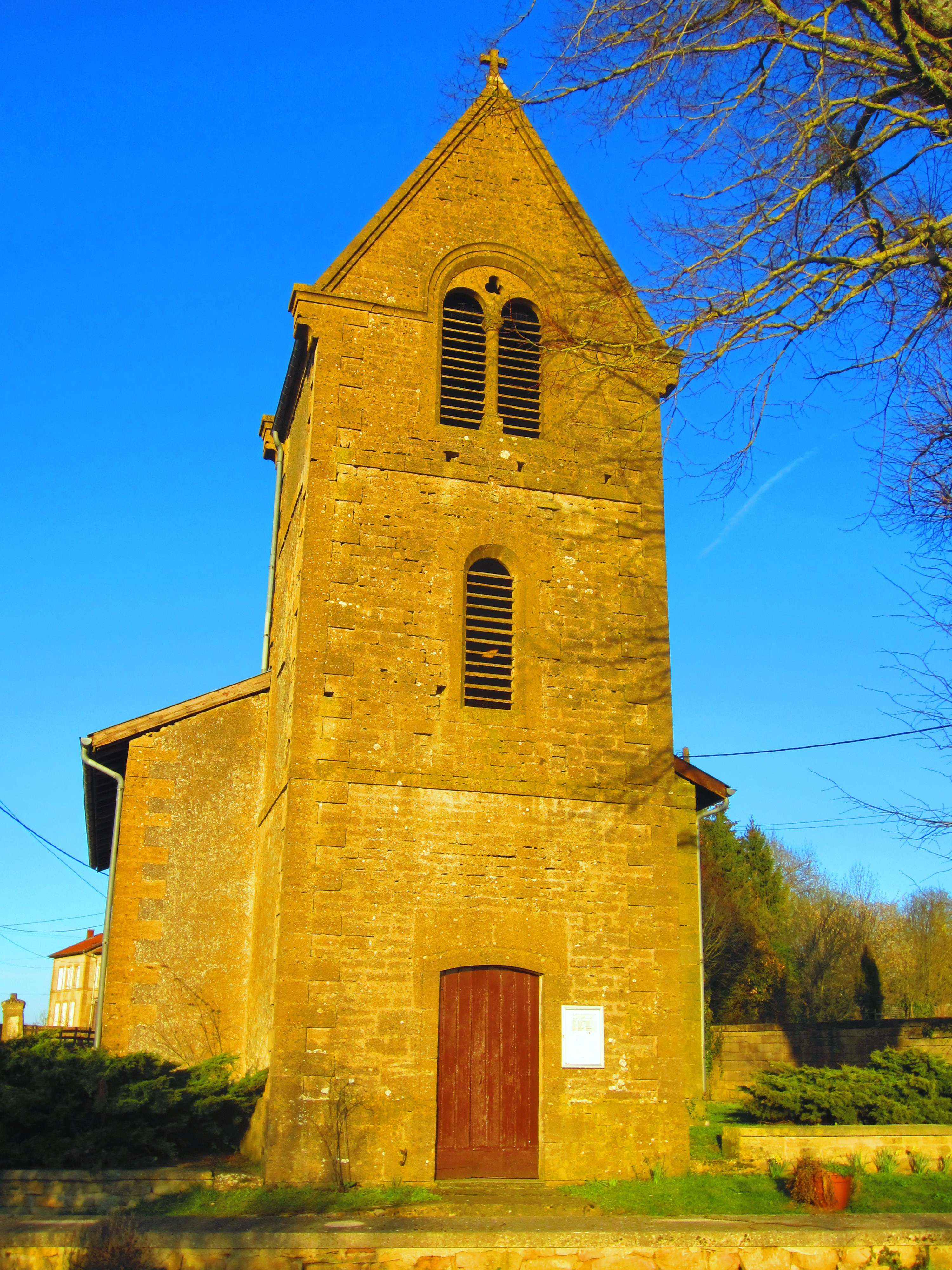
Kościół Narodzenia Najświętszej Maryi Panny w Grand-Failly (2012)
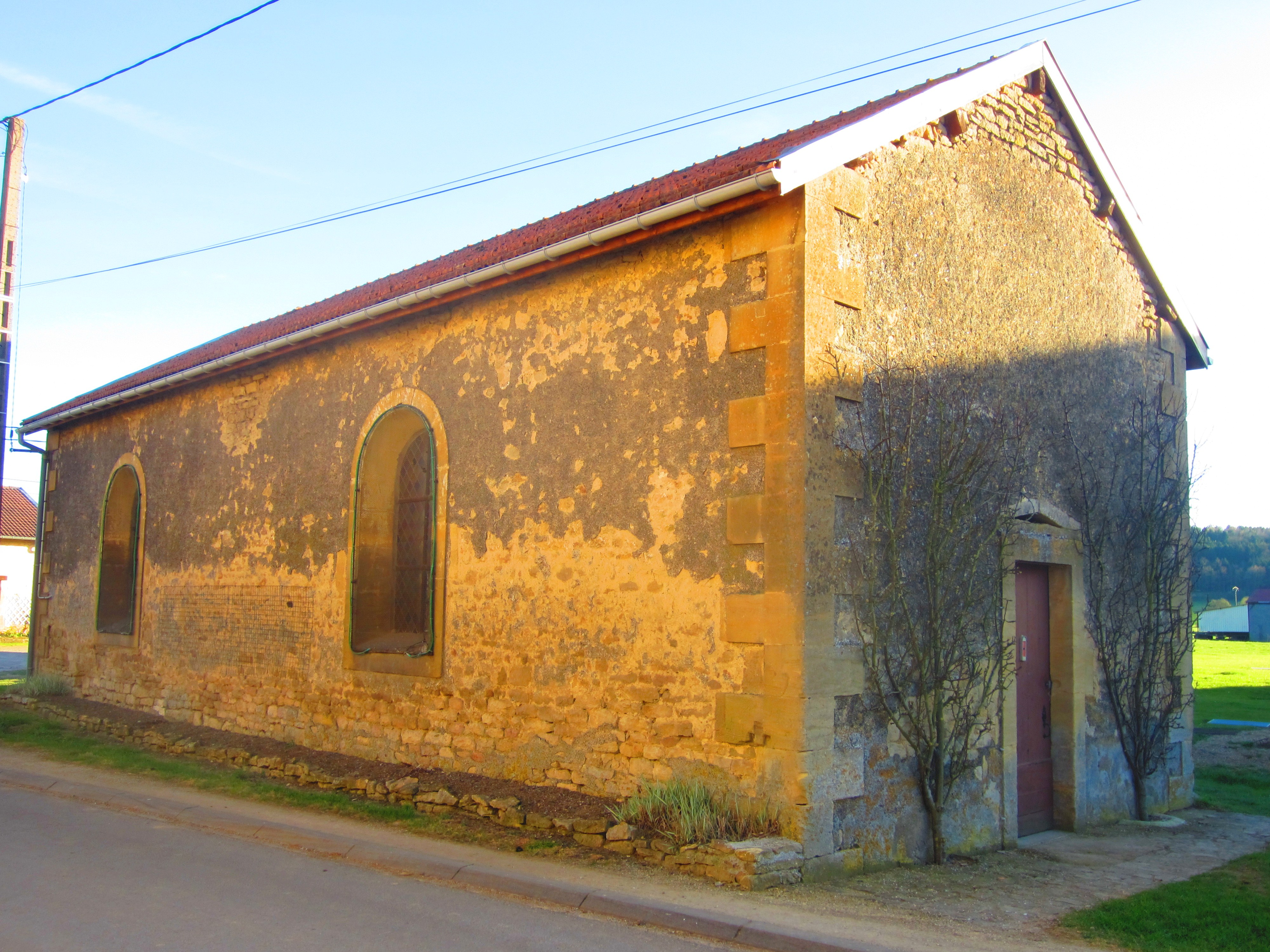
Kaplica św. Aniana w Grand-Failly (2012)

## Populacja

Populacja Grand-Failly w latach 1962–2008